# Skandalen ved hoffet
Skandalen ved hoffet er en amerikansk stumfilm fra 1920 af Victor Schertzinger.

## Medvirkende
- Mabel Normand som Kalora
- Hugh Thompson som Alexander Pike
- Tully Marshall som Papova
- Russ Powell
- Lillian Sylvester som Jeneka
- Harry Lorraine
- Pomeroy Cannon